# Хвощ пёстрый
Хвощ пёстрый (лат. Equisétum variegatum) — вид многолетних травянистых растений рода Хвощ семейства Хвощёвые (Equisetaceae).

## Биологическое описание

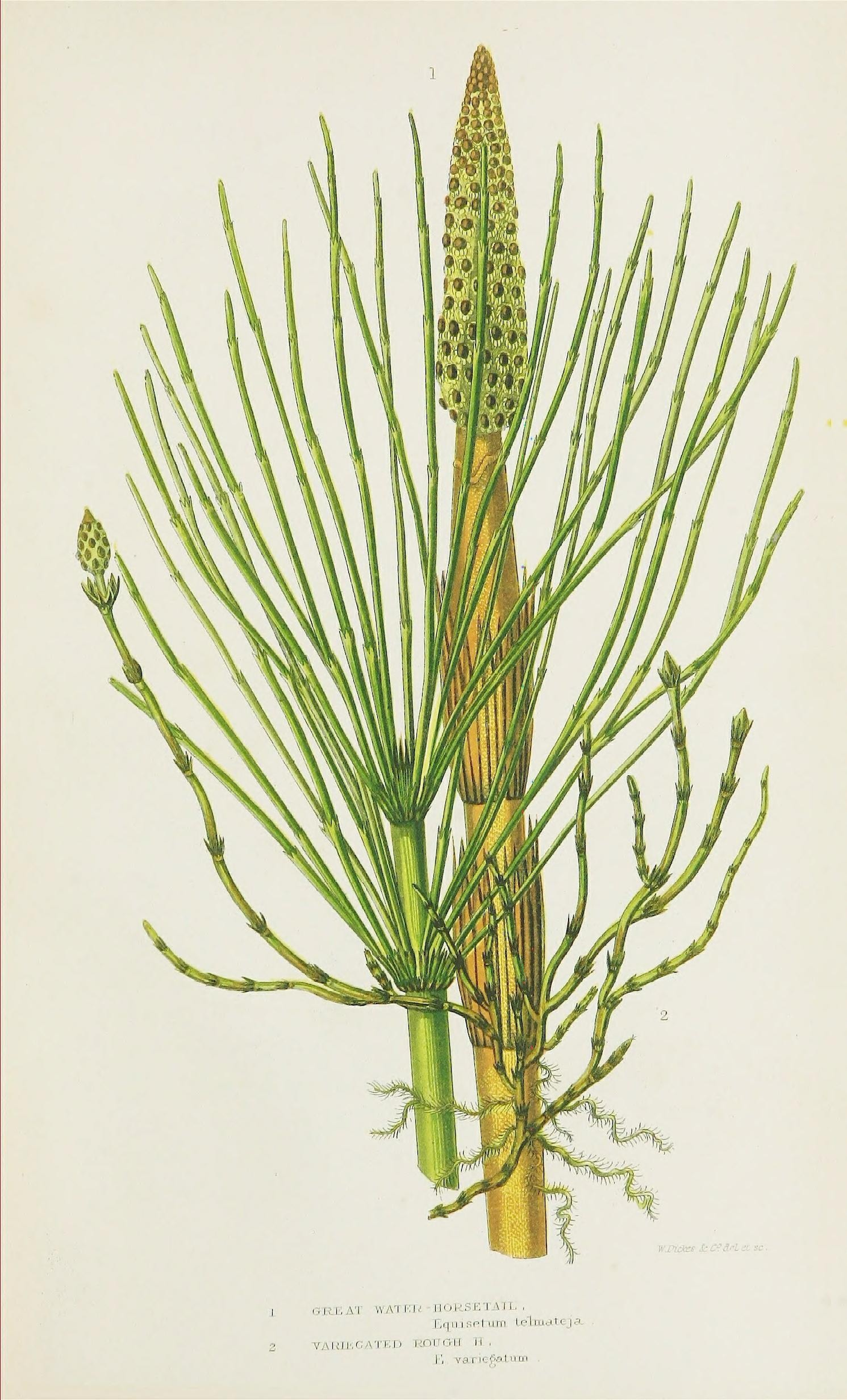
Ботаническая иллюстрация из книги The ferns of Great Britain, and their allies the club-mosses, pepperworts, and horsetails, 1855

Побеги до 35 см высотой и 2 мм толщиной, жёсткие, зимующие, образуют небольшие дерновины. Стебли простые, восходящие, растут плотными пучками. Корневище гладкое, ветвистое. Стебли с большой центральной полостью и меньшими периферическими. Листовые зубцы ланцетные, по краю с широкой светлой каймой, на каждом узле по четыре—шесть.
Колосок один, верхушечный, до 5 мм длиной, острый.

### Химический состав
В растении обнаружены флавоноиды (в том числе кемпферол, кверцетин, гербацитрин).

## Распространение и среда обитания
Произрастает на открытых каменистых, глинистых горных склонах, по берегам рек, луговин, во мшистых хвойных лесах, тундрах, вырубках.
Распространён на территориях российского Дальнего Востока (в Приморье редок), европейской части СНГ (Карело-Мурманский, Двинско-Печорский, Прибалтийский, Ладожско-Ильменский, Верхне-Волжский, Волжско-Камский, Верхне-Днепровский, Волжско-Донской флористические районы), Кавказе (Предкавказье, Западное Закавказье), Западной (Обский и Алтайский флористические районы) и Восточной Сибири (все флористические районы; кроме Даурского), Скандинавии, Атлантической Европе, Монголии, в Северной Америке.
Описан из Швейцарии.

## Хозяйственное значение и применение
Декоративное растение.
Прекрасный осенне-зимний (по другим сведениям, только ранней весной) подножный корм для крупного рогатого скота (в частности, северных оленей), стойкий к вытаптыванию при умеренном выпасе.
Применяется как мочегонное в народной медицине; можно использовать для окрашивания тканей.
Траву используют при болезнях глаз.